# Henry Walker
William Henry Walker, precedentemente conosciuto come Bill Walker (Huntington, 9 ottobre 1987), è un cestista statunitense.

## Carriera
Selezionato nel Draft NBA 2008 dai Washington Wizards alla 47ª scelta, fu subito scambiato ai Boston Celtics. Nel novembre 2008 viene assegnato agli Utah Flash, squadra affiliata dei Celtics nella NBDL. Dopo 15 partite ai Flash, rientra stabilmente nel roster dei Celtics.
All'inizio della stagione 2009-10 viene nuovamente assegnato alla NBDL, stavolta ai Maine Red Claws.
Tornato ai Celtics, viene inserito nello scambio per arrivare a Nate Robinson, accasandosi a New York. Con i Knicks trova spazio e minuti, talvolta partendo addirittura in quintetto.
Il 7 novembre 2015 firma col Cedevita. È la sua prima esperienza nel basket europeo, dopo diversi anni passati tra NBA e altre leghe minori americane.

## Statistiche

### College
| Anno      | Squadra      | PG | PT | MP   | TC%  | 3P%  | TL%  | RP  | AP  | PRP | SP  | PP   |
| --------- | ------------ | -- | -- | ---- | ---- | ---- | ---- | --- | --- | --- | --- | ---- |
| 2006-2007 | KSU Wildcats | 6  | 5  | 23,2 | 40,0 | 0,0  | 66,7 | 4,5 | 0,8 | 0,7 | 0,0 | 11,3 |
| 2007-2008 | KSU Wildcats | 31 | 28 | 27,3 | 46,5 | 30,7 | 73,7 | 6,3 | 1,9 | 0,9 | 0,5 | 16,1 |
| Carriera  | Carriera     | 37 | 33 | 26,6 | 45,6 | 28,5 | 72,7 | 6,0 | 1,7 | 0,8 | 0,5 | 15,3 |

### NBA

#### Regular Season
| Anno      | Squadra        | PG  | PT | MP   | TC%  | 3P%  | TL%  | RP  | AP  | PRP | SP  | PP   |
| --------- | -------------- | --- | -- | ---- | ---- | ---- | ---- | --- | --- | --- | --- | ---- |
| 2008-2009 | Boston Celtics | 29  | 0  | 7,4  | 62,1 | 0,0  | 69,6 | 1,0 | 0,4 | 0,2 | 0,1 | 3,0  |
| 2009-2010 | Boston Celtics | 8   | 0  | 3,6  | 50,0 | -    | 100  | 0,6 | 0,4 | 0,0 | 0,0 | 1,0  |
| 2009-2010 | N.Y. Knicks    | 27  | 13 | 27,4 | 51,8 | 43,1 | 78,7 | 3,1 | 1,4 | 0,9 | 0,1 | 11,9 |
| 2010-2011 | N.Y. Knicks    | 61  | 1  | 12,9 | 44,1 | 38,6 | 70,5 | 2,0 | 0,6 | 0,3 | 0,1 | 4,9  |
| 2011-2012 | N.Y. Knicks    | 32  | 8  | 19,4 | 39,8 | 31,9 | 85,0 | 2,5 | 1,2 | 0,6 | 0,2 | 5,9  |
| 2014-2015 | Miami Heat     | 24  | 13 | 26,2 | 34,5 | 34,1 | 77,8 | 3,4 | 1,2 | 1,0 | 0,4 | 7,3  |
| Carriera  | Carriera       | 181 | 35 | 16,7 | 44,6 | 36,9 | 76,0 | 2,2 | 0,8 | 0,5 | 0,1 | 6,0  |

#### Playoffs
| Anno     | Squadra        | PG | PT | MP   | TC%  | 3P%  | TL%  | RP  | AP  | PRP | SP  | PP  |
| -------- | -------------- | -- | -- | ---- | ---- | ---- | ---- | --- | --- | --- | --- | --- |
| 2009     | Boston Celtics | 4  | 0  | 2,5  | 0,0  | -    | 100  | 0,0 | 0,0 | 0,5 | 0,0 | 0,5 |
| 2011     | N.Y. Knicks    | 4  | 0  | 22,3 | 30,0 | 27,3 | 66,7 | 3,3 | 1,0 | 1,3 | 0,0 | 5,8 |
| Carriera | Carriera       | 8  | 0  | 12,4 | 28,1 | 27,3 | 80,0 | 1,6 | 0,5 | 0,9 | 0,0 | 3,1 |

### G League
| Anno      | Squadra           | PG  | PT | MP   | TC%  | 3P%  | TL%  | RP  | AP  | PRP | SP  | PP   |
| --------- | ----------------- | --- | -- | ---- | ---- | ---- | ---- | --- | --- | --- | --- | ---- |
| 2008-2009 | Utah Flash        | 15  | 15 | 30,5 | 55,7 | 40,0 | 80,2 | 5,3 | 1,5 | 1,3 | 0,7 | 18,9 |
| 2009-2010 | Maine Red Claws   | 9   | 9  | 30,4 | 47,4 | 38,5 | 92,9 | 6,4 | 1,8 | 0,4 | 0,6 | 17,4 |
| 2012-2013 | Austin Spurs      | 3   | 0  | 19,9 | 41,4 | 42,9 | -    | 3,7 | 0,7 | 1,7 | 0,3 | 10,0 |
| 2013-2014 | S. Falls Skyforce | 48  | 33 | 29,5 | 44,7 | 35,6 | 68,2 | 5,6 | 1,8 | 1,2 | 1,0 | 14,7 |
| 2014-2015 | S. Falls Skyforce | 17  | 8  | 27,7 | 46,8 | 44,8 | 70,7 | 3,9 | 1,5 | 1,0 | 0,8 | 15,1 |
| 2016-2017 | S. Falls Skyforce | 25  | 5  | 21,5 | 38,4 | 38,8 | 82,9 | 4,2 | 1,5 | 1,0 | 0,8 | 12,8 |
| Carriera  | Carriera          | 117 | 70 | 27,5 | 45,4 | 38,7 | 76,3 | 5,0 | 1,6 | 1,1 | 0,8 | 15,0 |

### Eurolega
| Anno      | Squadra         | PG | PT | MP   | TC%  | 3P%  | TL%  | RP  | AP  | PRP | SP  | PP  |
| --------- | --------------- | -- | -- | ---- | ---- | ---- | ---- | --- | --- | --- | --- | --- |
| 2015-2016 | Cedevita Junior | 16 | 1  | 14,5 | 35,1 | 34,9 | 72,7 | 2,3 | 0,8 | 0,6 | 0,3 | 5,2 |
| Carriera  | Carriera        | 16 | 1  | 14,5 | 35,1 | 34,9 | 72,7 | 2,3 | 0,8 | 0,6 | 0,3 | 5,2 |

### Eurocup
| Anno      | Squadra     | PG | PT | MP   | TC%  | 3P%  | TL%  | RP  | AP  | PRP | SP  | PP  |
| --------- | ----------- | -- | -- | ---- | ---- | ---- | ---- | --- | --- | --- | --- | --- |
| 2017-2018 | Galatasaray | 5  | 1  | 17,5 | 45,8 | 25,0 | 66,7 | 2,4 | 0,6 | 0,6 | 0,2 | 5,8 |
| Carriera  | Carriera    | 5  | 1  | 17,5 | 45,8 | 25,0 | 66,7 | 2,4 | 0,6 | 0,6 | 0,2 | 5,8 |

## Palmarès

### Club

#### Competizioni nazionali
- Campionato croato: 1

Cedevita Zagabria: 2015-16
- Coppa di Croazia: 1

Cedevita Zagabria: 2016
- Campionato venezuelano: 1

Gladiadores de Anzoategui: 2023